# Nati nel 1908/Febbraio
| Questa pagina contiene informazioni ricavate automaticamente dalle voci biografiche con l'ausilio del template Bio e di un bot. L'aggiornamento è periodico e automatico e ricostruisce completamente la pagina. Se manca una persona in questa lista, sei pregato di non aggiungerla, ma accertati piuttosto che la sua voce biografica contenga il template Bio e che i dati anagrafici siano correttamente compilati. Se il template Bio manca, inseriscilo tu stesso o, in alternativa, metti l'avviso {{tmp\|Bio}} che ne segnala la mancanza. Se i dati riportati sono sbagliati, correggi direttamente la voce biografica; le modifiche saranno visibili in questa lista entro pochi giorni. Per chiarimenti vedi il progetto biografie. La lista contiene solo le 151 persone che sono citate nell'enciclopedia e per le quali è stato implementato correttamente il template Bio. Pagina aggiornata al 18 mag 2025. |

- 1º febbraio - Paolo Bertoli, cardinale e arcivescovo cattolico italiano († 2001)
- 1º febbraio - Leopoldo Faretra, medico italiano († 2001)
- 1º febbraio - Adelfino Mancinelli, sollevatore italiano († 1971)
- 1º febbraio - Jorge Moreau, nuotatore e pallanuotista argentino († 1959)
- 1º febbraio - George Pal, regista, produttore cinematografico e animatore ungherese († 1980)
- 1º febbraio - Remo Scappini, politico e antifascista italiano († 1994)
- 1º febbraio - Gene Sheldon, attore statunitense († 1982)
- 1º febbraio - Liberto dos Santos, calciatore portoghese
- 2 febbraio - Wes Ferrell, giocatore di baseball statunitense († 1976)
- 2 febbraio - Gilberto Pogliano, calciatore italiano († 2002)
- 2 febbraio - Renzo Rossellini, compositore e critico musicale italiano († 1982)
- 3 febbraio - Vladimir Ivanov Georgiev, linguista e filologo bulgaro († 1986)
- 3 febbraio - Oddbjørn Hagen, combinatista nordico e fondista norvegese († 1983)
- 3 febbraio - Ladislav Hlad, vescovo cattolico cecoslovacco († 1979)
- 3 febbraio - Naili Moran, cestista, arbitro di pallacanestro e discobolo turco († 1968)
- 3 febbraio - Cino Moscatelli, partigiano e politico italiano († 1981)
- 3 febbraio - Takashi Paolo Nagai, medico e scrittore giapponese († 1951)
- 4 febbraio - Giuseppe Arnoldi, calciatore italiano († 1985)
- 4 febbraio - Julian Bell, poeta e scrittore britannico († 1937)
- 4 febbraio - Franco Grignani, grafico e artista italiano († 1999)
- 4 febbraio - Mally Johnson, cestista statunitense († 1969)
- 4 febbraio - Josef Losert, schermidore austriaco († 1993)
- 4 febbraio - Pietro Poccardi, calciatore italiano († 1951)
- 4 febbraio - Heinz Pollay, cavaliere tedesco († 1979)
- 5 febbraio - Ugo Amadoro, regista, sceneggiatore e fumettista italiano
- 5 febbraio - Mietje Baron, nuotatrice olandese († 1948)
- 5 febbraio - Edie Ceccarelli, supercentenaria statunitense († 2024)
- 5 febbraio - Peg Entwistle, attrice britannica († 1932)
- 5 febbraio - Daisy e Violet Hilton, attrice britannica († 1969)
- 5 febbraio - Loris Pivetti, militare e aviatore italiano († 1941)
- 5 febbraio - Fiamma Vigo, gallerista, pittrice e collezionista d'arte italiana († 1981)
- 5 febbraio - Eugen Weidmann, criminale tedesco († 1939)
- 6 febbraio - Geo Bogza, poeta, saggista e giornalista rumeno († 1993)
- 6 febbraio - Carmen De Rue, attrice statunitense († 1986)
- 6 febbraio - Amintore Fanfani, politico, economista e storico italiano († 1999)
- 6 febbraio - Edward Lansdale, generale statunitense († 1987)
- 6 febbraio - Michael Maltese, sceneggiatore statunitense († 1981)
- 6 febbraio - Paolo Vinci, rugbista a 15 italiano
- 7 febbraio - Buster Crabbe, nuotatore e attore statunitense († 1983)
- 7 febbraio - Alfred North, pallanuotista britannico († 1988)
- 7 febbraio - Giuseppe Pesenti Gritti, militare italiano
- 7 febbraio - Milton S. Plesset, fisico statunitense († 1991)
- 7 febbraio - Carmen Slabochová, schermitrice cecoslovacca
- 8 febbraio - Grazia Dore, poetessa e scrittrice italiana († 1984)
- 8 febbraio - Myron McCormick, attore statunitense († 1962)
- 9 febbraio - Alexander Dinghas, matematico greco († 1974)
- 9 febbraio - Jackie Fields, pugile statunitense († 1987)
- 9 febbraio - Antonia Tejera Reyes, sensitiva spagnola († 1983)
- 9 febbraio - Kaarlo Tuominen, siepista finlandese († 2006)
- 10 febbraio - Charles Henri Ford, scrittore, fotografo e regista statunitense († 2002)
- 11 febbraio - Tevis Clyde Smith, storico e scrittore statunitense († 1984)
- 11 febbraio - Philip Dunne, regista e sceneggiatore statunitense († 1992)
- 11 febbraio - Ernest Vivian Fuchs, esploratore britannico († 1999)
- 11 febbraio - Pierre Hornus, calciatore francese († 1995)
- 11 febbraio - José Salinas, fumettista argentino († 1985)
- 11 febbraio - Hiram Sherman, attore, cantante e commediografo statunitense († 1989)
- 11 febbraio - Ernst Steinhoff, ingegnere, aviatore e ufficiale tedesco († 1987)
- 12 febbraio - Hasan Balyuzi, iraniano († 1980)
- 12 febbraio - Olga Benário, politica tedesca († 1942)
- 12 febbraio - Vittorio Godigna, calciatore e allenatore di calcio italiano
- 12 febbraio - Jacques Herbrand, matematico francese († 1931)
- 12 febbraio - August Neo, lottatore estone († 1982)
- 12 febbraio - Julian Aleksandrovič Skrjabin, pianista e compositore russo († 1919)
- 13 febbraio - Patrick Barr, attore britannico († 1985)
- 13 febbraio - Helen Gardner, critica letteraria britannica († 1986)
- 13 febbraio - Lennie Hayton, compositore statunitense († 1971)
- 13 febbraio - Sulo Nurmela, fondista finlandese († 1999)
- 14 febbraio - Felipe Garín Ortiz de Taranco, storico dell'arte spagnolo († 2005)
- 14 febbraio - Robert Harbin, illusionista e scrittore britannico († 1978)
- 14 febbraio - Petro Juchymovyč Šelest, politico sovietico († 1996)
- 14 febbraio - Gordon Smith, hockeista su ghiaccio statunitense († 1999)
- 15 febbraio - Guido Cristoffanini, compositore di scacchi italiano († 1980)
- 15 febbraio - Sidney Gilliat, regista, sceneggiatore e produttore cinematografico britannico († 1994)
- 15 febbraio - Foy D. Kohler, diplomatico statunitense († 1990)
- 15 febbraio - Pedro Laín Entralgo, medico, storico e filosofo spagnolo († 2001)
- 15 febbraio - Glauco Natoli, critico letterario e poeta italiano († 1965)
- 16 febbraio - Giorgio Calza Bini, architetto e urbanista italiano († 1999)
- 16 febbraio - Cesare Jones, calciatore italiano († 1995)
- 16 febbraio - Machito, musicista cubano († 1984)
- 16 febbraio - Heinrich Maier, presbitero e partigiano austriaco († 1945)
- 16 febbraio - Tienno Pattacini, musicista, compositore e paroliere italiano († 1978)
- 16 febbraio - Egidio Premiani, cestista italiano († 2002)
- 16 febbraio - Guglielmo Righini, astronomo italiano († 1978)
- 17 febbraio - Bo Yibo, economista e politico cinese († 2007)
- 17 febbraio - Enrico De Seta, disegnatore, illustratore e pittore italiano († 2008)
- 17 febbraio - Jacobus van Egmond, pistard olandese († 1969)
- 17 febbraio - Ferenc Fleck, compositore di scacchi ungherese († 1994)
- 17 febbraio - Théodore Nouwens, calciatore belga († 1974)
- 17 febbraio - Yves Renouard, storico francese († 1965)
- 18 febbraio - Battling Battalino, pugile statunitense († 1977)
- 18 febbraio - Muhammad Hamidullah, teologo indiano († 2002)
- 18 febbraio - Lambert Redd, lunghista statunitense († 1986)
- 18 febbraio - Carlos Rodrigues, calciatore portoghese
- 18 febbraio - Angelo Rossitto, attore e doppiatore statunitense († 1991)
- 18 febbraio - Aleksandr Zarchi, regista cinematografico sovietico († 1997)
- 19 febbraio - Susan Fleming, attrice statunitense († 2002)
- 19 febbraio - Alfredo Notti, calciatore e allenatore di calcio italiano († 1972)
- 19 febbraio - Lilian Silburn, indologa, filosofa e traduttrice francese († 1993)
- 20 febbraio - Giovanni Gasparini, allenatore di calcio e calciatore italiano
- 20 febbraio - Alf Nilsen, calciatore norvegese († 1992)
- 20 febbraio - Michel Pontremoli, funzionario e partigiano francese († 1944)
- 20 febbraio - Pedro Theberge, pallanuotista brasiliano († 1972)
- 21 febbraio - Francesco Bonino, ciclista su strada italiano († 1991)
- 21 febbraio - Renato De Martino, militare italiano († 1935)
- 21 febbraio - Hans Ertl, alpinista, regista e scrittore tedesco († 2000)
- 21 febbraio - Umberto Ilariuzzi, partigiano e sindacalista italiano († 1985)
- 22 febbraio - Rómulo Betancourt, politico venezuelano († 1981)
- 22 febbraio - Jack Bowers, calciatore inglese († 1970)
- 22 febbraio - Francesco Franceschini, politico italiano († 1987)
- 22 febbraio - John Mills, attore britannico († 2005)
- 22 febbraio - Francesco Tabai, triplista e lunghista italiano († 1984)
- 23 febbraio - Ray Brown, giocatore di baseball statunitense († 1965)
- 23 febbraio - Alfredo Mazzoni, allenatore di calcio e calciatore italiano († 1986)
- 23 febbraio - William McMahon, politico australiano († 1988)
- 23 febbraio - Hermann Poppe-Marquard, storico, storico dell'arte e saggista tedesco († 1993)
- 23 febbraio - Pietro Sigismondi, arcivescovo cattolico italiano († 1967)
- 23 febbraio - Gerhard Weigel, militare tedesco († 1998)
- 24 febbraio - Mario Marini, calciatore italiano
- 25 febbraio - Paul Deydier, schermidore francese († 1975)
- 25 febbraio - George Duning, compositore statunitense († 2000)
- 25 febbraio - Heinz Emmerich, calciatore tedesco († 1986)
- 25 febbraio - Folke Frölén, cavaliere svedese († 2002)
- 25 febbraio - Aleksej Illarionovič Kiričenko, politico e generale sovietico († 1975)
- 25 febbraio - Carlo Martini, pittore italiano († 1958)
- 25 febbraio - Frank G. Slaughter, scrittore e medico statunitense († 2001)
- 26 febbraio - Tex Avery, regista, animatore e doppiatore statunitense († 1980)
- 26 febbraio - Néstor Mesta Chaires, tenore messicano († 1971)
- 26 febbraio - Vernon DeMars, architetto e insegnante statunitense († 2005)
- 26 febbraio - Salvatore Foderaro, giurista e politico italiano († 1979)
- 26 febbraio - Oscar Hierschel de Minerbi, tennista e diplomatico italiano († 1951)
- 26 febbraio - Shimun XXI Eshai, vescovo cristiano orientale siro († 1975)
- 26 febbraio - Jean-Pierre Wimille, pilota automobilistico e agente segreto francese († 1949)
- 27 febbraio - Achille Borella, avvocato e politico svizzero († 1988)
- 27 febbraio - Werner Hartenstein, ufficiale tedesco († 1943)
- 27 febbraio - Kazuo Hasegawa, attore giapponese († 1984)
- 28 febbraio - Edvīns Bietags, lottatore lettone († 1983)
- 28 febbraio - Billie Bird, attrice statunitense († 2002)
- 28 febbraio - Dee Brown, bibliotecario, storico e scrittore statunitense († 2002)
- 28 febbraio - Angelo Ferrario, velocista e allenatore di atletica leggera italiano († 1997)
- 28 febbraio - Alexander Golitzen, scenografo statunitense († 2005)
- 28 febbraio - Chuck Hyatt, cestista statunitense († 1978)
- 28 febbraio - Francesco Russo, presbitero e storico italiano († 1991)
- 28 febbraio - Albert Scherrer, pilota automobilistico svizzero († 1986)
- 29 febbraio - Balthus, pittore francese († 2001)
- 29 febbraio - Masahiro Makino, regista, sceneggiatore e attore giapponese († 1993)
- 29 febbraio - Mario Malatesta, calciatore e allenatore di calcio italiano († 1970)
- 29 febbraio - Robert Pearce, lottatore statunitense († 1996)
- 29 febbraio - Antonio Raquiza, politico filippino († 1999)
- 29 febbraio - Manuel Rosas, calciatore messicano († 1989)
- 29 febbraio - Angelo Scala, partigiano italiano († 1974)
- 29 febbraio - Victor Wolfgang von Hagen, esploratore, storico e archeologo statunitense († 1985)